# 다크 하프 (소설)
다크 하프(The Dark Half)는 1989년에 출판된 미국 작가 스티븐 킹의 공포 소설이다. 퍼블리셔스 위클리(Publishers Weekly)는 다크 하프를 톰 클랜시의 "Clear and Present Danger"에 이어 1989년 두 번째로 많이 팔린 책으로 선정했다. 이 소설은 1993년 동명의 장편영화로 각색됐다.
스티븐 킹은 1970년대와 1980년대에 리차드 바크만(Richard Bachman)이라는 가명으로 여러 권의 책을 썼다. 바크만 소설의 대부분은 본질적으로 더 어둡고 냉소적이며 킹의 가장 유명한 작품에서 흔히 볼 수 있는 심리적 고딕 스타일보다 훨씬 더 본능적인 공포감을 특징으로 한다. 킹이 바크만으로 확인되었을 때 그는 자신의 소풍에 대한 응답으로 작가에 관한 "다크 하프"를 썼다.
이 책의 중심 악당인 조지 스타크(George Stark)는 작가 도널드 E. 웨스트레이크(Donald E. Westlake)의 필명인 리차드 스타크(Richard Stark)의 이름을 따서 명명되었으며, 이 이름으로 그는 가장 어둡고 폭력적인 책을 썼다. 킹은 웨스트레이크에게 개인적으로 전화하여 허가를 요청했다. 킹 자신의 "리처드 바크만"(Richard Bachman) 가명도 부분적으로 스타크의 이름을 따서 명명되었다. 킹은 필명을 선택할 당시 리처드 스타크의 소설을 읽고 있었다.